# Breptavost
Tumultus je porucha, která souvisí s plynulostí mluvy. Český název této poruchy – breptavost – poměrně přesně vystihuje její podstatu. Má mnoho společného s koktavostí, pokud jde o prevenci i profylaxi. Příčiny jsou však většinou jiné. Breptavost je typická nápadným zrychlováním mluvy, které se často stupňuje až k nesrozumitelnosti, protože člověk v rychlosti „polyká“ slabiky a často i celá slova, takže věty ztrácejí smysl.
Původně se soudilo, že příčinou překotné mluvy je nepoměr mezi chutí mluvit a motorickou obratností mluvidel, která nestihnou všechno správně realizovat. Rodiče někdy děti charakterizují jako velmi chytré, „nestihnou říci všechno, co vědí“. V poslední době[kdy?] se však opětovně prokazuje u většiny breptavých dětí organický původ jejich poruchy, tedy drobnější nebo i vysloveně abnormální nález na EEG. Podle psychologických vyšetření podávají breptavé děti horší výkony ve vnímání, v pravolevé orientaci, v senzomotorické orientaci i v motorice, stejně jako v neverbálních zkouškách, ve čtení a psaní. Celkově lze tedy považovat tumultus za jeden z projevů lehké mozkové dysfunkce. Také podíl dědičnosti není zanedbatelný. 
V mezinárodní klasifikaci nemocí (MKN 10) je breptavost zařazena pod kategorii Jiné poruchy chování a emocí se specifickým začátkem v dětství pod kódem F98.6

## Příznaky
Příznaky jsou velmi různorodé. Často se děti vyznačují překotným, nevypočitatelným temperamentem a impulzivností. V situacích, které vyžadují rychlou reakci, bývají naopak pomalejší, než je obvyklé. Není to však pravidlem. Některé se chovají naopak velmi klidně, jsou rozvážné a manuálně velmi zručné. To pak výrazně kontrastuje se zbrklým charakterem mluvy.
Takže za společné rysy se dají považovat jen příznaky na řeči. Mluvení bývá narušeno častými vdechy, někdy děti mluví i při nadechování. V proudu řeči se ztrácejí koncovky, části slov i celá slova. Výslovnost je často nepřesná nebo nesprávná, ale není vázána na některé hlásky – v rychlosti se prostě některé hlásky nepovedou. Někdy není ani vlastní tempo mluvy zrychlené, ale vynechané části slov tento dojem navozují. Mluva bývá navíc poměrně monotónní a není členěna ani akcenty, ani odlišením síly hlasu.
Výrazně se breptavost projevuje až kolem nástupu do školy nebo později. Množstvím slov bývá někdy překryta obsahová chudost. Zvlášť obtížné pro posluchače je, má-li čelit žvanivosti - to není jen charakteristika, ale přímo označení jevu.
Dosti často se breptavost kombinuje s koktavostí, která vzniká druhotně, obvykle jako následek komunikačních neúspěchů a nevhodných výchovných postupů. Výchova breptavých dětí někdy bývá opravdu obtížná a vyčerpávající.
Breptavost lze poznat a odlišit ji od koktavosti jednoduchým způsobem. Když požádáme breptavé dítě: Mluv, prosím, pomalu, nerozumím ti dobře, obvykle zpomalí a srozumitelnost se výrazně zlepší. Postupně však zase začne řeč nabírat rychlost, dítě se dovede kontrolovat jen chvíli. Koktavému dítěti se po stejném pokynu začne mluvit podstatně hůř. Vlastně bychom takovou žádost ani neměli použít.

## Metody prevence a profylaxe
Jsou prakticky stejné jako u koktavosti, kladou důraz na jasné a zřetelné vyslovování, na správné dýchání, na cit pro rytmus a tempo, na přiléhavé a výstižné vyjadřování. V tomto ohledu není třeba dělat mezi oběma poruchami žádné rozdíly.
Navíc máme pokyn „mluv pomalu“, který v tomto případě můžeme používat, ovšem ne příliš často, protože většina dětí slovní pokyn brzy přestane vnímat. Lepší je tlumit rychlost nejen slovně, ale i gestem – nenápadně ukázat na rty, naznačit spojování palce a ukazováčku rychlost, nebo použít gesto, které využívá policie pro zpomalení auta. S většími dětmi je možné nenápadný signál předem domluvit, abychom jim slovním pokynem neskákali do řeči a aby bylo možné použít ho zcela nenápadně i na veřejnosti.
Pokud jde o možnosti odstranění tumultu, je situace jiná než u koktavosti. Porucha sama totiž dítě vůbec netrápí, neobtěžuje, většinou si ji neuvědomuje. Proto nemá prakticky žádnou motivaci se jí zbavovat. Ani rodiče, zvyklí na způsob řeči svého dítěte, nejsou nakloněni reedukaci. Většinou argumentují tím, že „když si dá pozor, mluví přece pěkně“.
A tak situace často přetrvává až do dospělého věku. Pokud se tumultus kombinuje s koktavostí nebo jinou další poruchou, provázející často lehkou mozkovou dysfunkci (LMD), bývá situace velmi obtížná a vyžaduje mimořádnou trpělivost od terapeuta i dítěte a jeho rodiny, protože metody je nutné individuálně vybírat a zkoušet, co kterému dítěti vyhovuje. A prognóza bývá vzhledem k příčinám dosti nejistá.

## Prevence
Je nutná vyvážená výchova hlavně v období, kdy je nervová činnost ještě plastická a její vývoj není ještě ukončen - a vzor klidné mluvy se správnou výslovností, zejména samohlásek, přináší obvykle podstatně lepší a trvalejší efekt než pozdější reedukace.